# Discografia de Mão Morta
Esta é a discografia compreensiva de Mão Morta, banda rock portuguesa.

## Álbuns de Estúdio
| Ano  | Detalhes do Disco | Top 30 Português |
| ---- | --- | ---------------- |
| 1987 | Mão Morta (K7) - Edição: 14 Agosto 1987 - Label: Malucos da Pátria - Formato: K7 - Reedição: 15 Dezembro 1998 - Label: NorteSul - Formato: CD - N.º Catálogo: 5 605 231002 8 20 - Reedição: 25 Abril 2016 - Label: Garagem - Formato: Vinil                                                           | -                |
| 1988 | Mão Morta - Edição: 7 Julho 1988 - Label: Ama Romanta - Formato: Vinil - N.º Catálogo: AMRO010 - Reedição: 15 Dezembro 1998 - Label: NorteSul - Formato: CD - N.º Catálogo: 5 605 231002 8 20 - Reedição: 16 Dezembro 2009 - Label: Cobra - Formato: CD - N.º Catálogo: CBR0909016CD                  | -                |
| 1990 | Corações Felpudos - Edição: 22 Setembro 1990 - Label: Fungui - Formato: Vinil - N.º Catálogo: FUN001 - Reedição: 15 Dezembro 1998 - Label: NorteSul - Formato: CD - N.º Catálogo: 5 605 231002 7 21 - Reedição: 16 Dezembro 2009 - Label: Cobra - Formato: CD - N.º Catálogo: CBR0909017CD            | -                |
| 1991 | O.D., Rainha do Rock & Crawl - Edição: 1 Junho 1991 - Label: Área Total - Formato: Vinil - N.º Catálogo: AT 002 - Reedição: 15 Dezembro 1998 - Label: NorteSul - Formato: CD - N.º Catálogo: 5 605 231002 6 22 - Reedição: 16 Dezembro 2009 - Label: Cobra - Formato: CD - N.º Catálogo: CBR0909018CD | -                |
| 1992 | Mutantes S.21 - Edição: 9 Dezembro 1992 - Label: Fungui - Formato: Vinil / CD - N.º Catálogo: FUN002 - Reedição: 16 Dezembro 2009 - Label: Cobra - Formato: CD - N.º Catálogo: CBR0909019CD - Reedição: 25 Novembro 2013 - Label: Rastilho - Formato: Vinil - N.º Catálogo: RASTILHO094               | 28               |
| 1994 | Vénus em Chamas - Edição: 30 Março 1994 - Label: BMG - Formato: CD / K7 - N.º Catálogo: 74321199032 | -                |
| 1995 | Mão Morta Revisitada - Edição: 16 Outubro 1995 - Label: BMG - Formato: CD / K7 - N.º Catálogo: 74321-3201 72 | 12               |
| 1998 | Há Já Muito Tempo que Nesta Latrina o Ar se Tornou Irrespirável - Edição: 20 Abril 1998 - Label: NorteSul - Formato: CD - N.º Catálogo: 5 605 231003 2 1 | 15               |
| 2001 | Primavera de Destroços - Edição: 23 Março 2001 - Label: NorteSul - Formato: CD - N.º Catálogo: 560 5231 0095 22 | 27               |
| 2004 | Nus - Edição: 13 Abril 2004 - Label: Cobra - Formato: CD - N.º Catálogo: CBR0404003CD - Edição: 15 Junho 2004 - Label: Lux Records - Formato: Vinil - N.º Catálogo: LUXLP014 | -                |
| 2010 | Pesadelo em Peluche - Edição: 19 Abril 2010 - Label: Universal - Formato: CD - N.º Catálogo: 602527371030 - Edição: 3 Maio 2010 - Label: Rastilho - Formato: Vinil - N.º Catálogo: 055LP2010 | 3                |
| 2014 | Pelo Meu Relógio São Horas de Matar - Edição: 26 Maio 2014 - Label: NorteSul - Formato: CD - N.º Catálogo: 0329-2 - Edição: 15 Setembro 2014 - Label: Rastilho - Formato: Vinil - N.º Catálogo: 107LP2014                                                                                             | 4                |
| 2019 | No Fim Era o Frio - Edição: 27 Setembro 2019 - Label: Rastilho Records - Formato: CD, Vinil | -                |

## Álbuns Ao Vivo
| Ano  | Detalhes do Disco | Top 30 Português |
| ---- | --- | ---------------- |
| 1997 | Müller no Hotel Hessischer Hof - Edição: 21 Maio 1997 - Label: NorteSul - Formato: CD - N.º Catálogo: 7243 8 56989 2 7                                                                                           | 20               |
| 2002 | Ao Vivo na Aula Magna - 8 Maio 2001 - Edição: 28 Janeiro 2002 - Label: NorteSul - Formato: CD - N.º Catálogo: 560 5231 0106 27                                                                                   | -                |
| 2003 | Carícias Malícias - Edição: 19 Maio 2003 - Label: Cobra - Formato: CD - N.º Catálogo: CBR0304001CD | -                |
| 2008 | Maldoror - Edição: 23 Fevereiro 2008 - Label: Cobra - Formato: CDx2 - N.º Catálogo: CBR0802012CD | -                |
| 2009 | Rituais Transfigurados - Edição: 11 Julho 2009 - Label: Cobra - Formato: CD + DVD - N.º Catálogo: CBR0907015CD                                                                                                   | -                |
| 2014 | Ventos Animais - Edição: 28 Novembro 2014 - Label: Cobra / NorteSul / Blitz - Formato: CD - N.º Catálogo: NS/C001.14                                                                                             | -                |
| 2017 | Nós Somos Aqueles Contra Quem Os Nossos Pais Nos Avisaram - Edição: 24 Fevereiro 2017 - Label: Theatro Circo - Formato: CDx2 - Edição: 10 Março 2017 - Label: Rastilho - Formato: LPx3 - N.º Catálogo: 164LP2017 | -                |

## Compilações
| Ano  | Detalhes do Disco | Top 30 Português |
| ---- | --- | ---------------- |
| 2009 | Mão Morta 1988-1992 - Edição: 16 Dezembro 2009 - Label: Cobra - Formato: CDx4 - N.º Catálogo: CBR0909020CD                                                | 23               |
| 2011 | Bandas Míticas - Edição: 10 Dezembro 2011 - Label: Levoir / Correio da Manhã - Formato: CD - N.º Catálogo: Bandas Míticas II volume 25                    | -                |
| 2011 | Mão Morta + Corações Felpudos + O.D., Rainha do Rock & Crawl - Edição: 25 Novembro 2013 - Label: Rastilho - Formato: Vinil x3 - N.º Catálogo: RASTILHO095 | -                |

## Singles
| Ano  | Single | Álbum                                                           |
| ---- | --- | --------------------------------------------------------------- |
| 1994 | Cães de Crómio (Windy Couple Mix) / Cães de Crómio (Dogs and Dub Mix) / Cães de Crómio (Radio Edit) / Velocidade Escaldante / Vénus em Chamas - Formato: Vinil 12" / CD | Vénus em Chamas                                                 |
| 1996 | Chabala / Hotel Paradis (Tropical Mix) - Formato: CD | Mão Morta Revisitada                                            |
| 1998 | Em Directo (Para a Televisão) / Jogos de Guerra - Formato: CD | Há Já Muito Tempo que Nesta Latrina o Ar se Tornou Irrespirável |
| 1998 | É Um Jogo (Radio Edit) - Formato: CD | Há Já Muito Tempo que Nesta Latrina o Ar se Tornou Irrespirável |
| 2001 | Cão da Morte / Chabala (Versão Longa) - Formato: CD | Primavera de Destroços                                          |
| 2004 | Gumes5 (O Rei Mimado) / Gnoma - Formato: CD | Nus                                                             |

### Promos rótulo branco
| Ano  | Tema(s)                                                             | Álbum                |
| ---- | ------------------------------------------------------------------- | -------------------- |
| 1990 | Desmaia, Irmã, Desmaia / Desmaia, Irmã, Desmaia - Formato: Vinil 8" | Corações Felpudos    |
| 1993 | Anjos Marotos / Negra Flor - Formato: CD                            | Vénus em Chamas      |
| 1995 | Sangue no Asfalto - Formato: CD                                     | Mão Morta Revisitada |

## Colectâneas

### Com Originais
| Ano  | Título e detalhes do disco                                                                           | Tema(s)                                                |
| ---- | --- | ------------------------------------------------------ |
| 1989 | À Sombra de Deus - Braga 1988 - Formato: Vinil - Label: Câmara Municipal de Braga                    | "1.º de Novembro"                                      |
| 1990 | Insurrectos - Formato: Vinil - Label: Área Total                                                     | "Véus Caídos"                                          |
| 1994 | Variações - As Canções de António - Formato: CD - Label: EMI-VC                                      | "Visões/Ficções (Nostradamus)"                         |
| 1994 | Os Filhos da Madrugada Cantam José Afonso - Formato: CDx2 - Label: BMG                               | "O Avô Cavernoso"                                      |
| 1994 | À Sombra de Deus, Vol. 2 - Formato: CD - Label: BMG                                                  | "Rotte (A Morte é um Acto Solitário)"                  |
| 1999 | XX Anos XX Bandas - Formato: CDx2 - Label: EMI-VC                                                    | "Mãe"                                                  |
| 2000 | Ar de Rock - Vinte Anos Depois - Formato: CD - Label: EMI-VC                                         | "No Domingo Fui às Antas""                             |
| 2004 | Manifesto - Formato: CD - Label: Volume                                                              | "Estilo" / "Berlim (morreu a nove)"                    |
| 2004 | À Sombra de Deus, Vol. 3 - Formato: CD - Label: Câmara Municipal de Braga                            | "Sobe, Querida, Desce"                                 |
| 2005 | 3 Pistas - Formato: CD - Label: Universal                                                            | "Fado Canibal" / "Kayatronic"                          |
| 2007 | Entulho Sonoro - Formato: CD - Label: Underworld                                                     | "B(r)osh É Bom!..."                                    |
| 2008 | UPA 08 - Unidos Para Ajudar - Formato: CD - Label: Sony                                              | "Loucura" (com José Mário Branco)                      |
| 2012 | À Sombra de Deus IV - Braga 2012 - Formato: CDx2 - Label: Capital Europeia da Juventude - Braga 2012 | "A Ver o Mar"                                          |
| 2012 | Indiegente 15 Anos - Formato: Vinilx2 / CDx2 - Label: Chaosphere / Raging Planet                     | "Irmão da Solidão"                                     |
| 2014 | T(h)ree Vol. III - From Portugal to Japan and North Korea - Formato: CDx3 - Label: Cobra             | "Um Último Beijo" (com Soo Jung Kae e Sachiko Fukuoka) |

### Com Catálogo
| Ano  | Título e detalhes do disco                                                    | Tema(s)                              |
| ---- | ----------------------------------------------------------------------------- | ------------------------------------ |
| 1990 | AMRO 86-89 - Formato: Vinil - Label: Ama Romanta                              | "Oub' Lá"                            |
| 1995 | Uma História de Amor - Formato: CDx2 - Label: BMG                             | "Cães de Crómio"                     |
| 1995 | Portugales - Formato: CDx2 - Label: Resistência                               | "Visões/Ficções (Nostradamus)"       |
| 1997 | Pop Rock em Português - Formato: CDx2 - Label: Megadiscos                     | "Budapeste (Sempre a Rock & Rollar)" |
| 1998 | Blitz - Os Melhores de 97 - Formato: CD - Label: EMI-VC                       | "Eu Sou o Anjo do Desespero"         |
| 1998 | Portugal 98 - Formato: CD - Label: EMI-VC                                     | "Canção da Revolta"                  |
| 1998 | Expresso 25 Anos : Portugal Rock - Formato: CD - Label: EMI-VC                | "Budapeste (Sempre a Rock & Rollar)" |
| 1999 | Ama Romanta Sempre - Formato: CDx2 - Label: Música Alternativa                | "Oub' Lá"                            |
| 1999 | Turbulência - Formato: CD - Label: NorteSul                                   | "Anjos de Pureza"                    |
| 1999 | Mehr Licht! Compilation I - Formato: CD - Label: Chrome Yellow                | "E Se Depois" / "Floresta Em Sonho"  |
| 2003 | Rock Sound Volume 8 - Formato: CD - Label: Skeleton                           | "Escravos do Desejo"                 |
| 2004 | Rock Sound Volume 17 - Formato: CD - Label: Skeleton                          | "Vertigem"                           |
| 2004 | Respirar (Debaixo D'Água) - Formato: CD - Label: Subotnick Enterprises        | "Oub' Lá"                            |
| 2005 | O Melhor do Pop Português 1985-90 - Formato: CD - Label: EMI                  | "Oub' Lá"                            |
| 2006 | Lisboa@Com.Fusion - Formato: CD - Label: EMI                                  | "Primavera de Destroços"             |
| 2007 | Festival Heineken Paredes de Coura 07 - 15 Anos - Formato: CD - Label: Ritmos | "Gnoma"                              |
| 2010 | O Melhor do Pop Português 1979-1990 - Formato: CDx4 - Label: EMI              | "Oub' Lá"                            |
| 2012 | Sons de Vez 10 Anos - Formato: CDx2 - Label: Banzé                            | "B(r)osh É Bom!" (com Sofia Moreira) |

## Tributos
| Ano  | Título e detalhes do disco                                                |
| ---- | ------------------------------------------------------------------------- |
| 2007 | Tributo a Mão Morta - E Se Depois... - Formato: CD - Label: Raging Planet |

## Videografia

### Vídeo Álbuns
| Ano  | Detalhes da edição |
| ---- | --- |
| 1998 | Müller no Hotel Hessischer Hof - Realização: Nuno Tudela - Edição: 19 Fevereiro 1998 - Label: NorteSul (5 605231 000 130) - Formato: VHS        |
| 2006 | Müller no Hotel Hessischer Hof - Realização: Nuno Tudela - Edição: 17 Abril 2006 - Label: Cobra (CBR0512005DV) - Formato: DVD                   |
| 2008 | Maldoror por Mão Morta - Realização: Manuel Leite - Edição: 29 Dezembro 2008 - Label: Cobra (CBR0811013DV) - Formato: DVD                       |
| 2009 | Rituais Transfigurados - Mão Morta vs. Maya Deren - Realização: Maya Deren - Edição: 11 Julho 2009 - Label: Cobra (CBR0907015CD) - Formato: DVD |

### Vídeo-Clips
| Ano  | Título                      | Realizador(es)                |
| ---- | --------------------------- | ----------------------------- |
| 1985 | Chabala                     | Manuel Leite                  |
| 1986 | Oub’Lá                      | Manuel Leite                  |
| 1988 | Sitiados                    | Rui Filipe Torres             |
| 1990 | Desmaia, Irmã, Desmaia      | Bruno Neil                    |
| 1991 | Quero Morder-te as Mãos     | Bruno Neil                    |
| 1992 | Budapeste                   | Nuno Tudela                   |
| 1993 | Lisboa                      | António Forte, Nuno Tudela    |
| 1993 | Shambalah                   | Nuno Tudela                   |
| 1994 | Anjos Marotos               | Rui Sacristão, Karine Emerich |
| 1995 | Sangue no Asfalto           | Nuno Tudela                   |
| 1996 | Chabala                     | Nuno Tudela                   |
| 1997 | Autoretrato / Auto-Crítica  | Nuno Tudela                   |
| 1997 | Floresta em Sonho           | Nuno Tudela                   |
| 1998 | Em Directo Para a Televisão | Nuno Tudela                   |
| 2001 | Cão da Morte                | Tiago Guedes de Carvalho      |
| 2001 | Tu Disseste                 | Nuno Tudela                   |
| 2003 | Escravos do Desejo          | Manuel Leite                  |
| 2004 | Gnoma                       | Nuno Tudela                   |
| 2004 | O Rei Mimado                | Nuno Tudela                   |
| 2010 | Novelos da Paixão           | Rodrigo Areias                |
| 2014 | Horas de Matar              | Rodrigo Areias                |
| 2017 | Pássaros a Esvoaçar         | João de Sá                    |

### Programas de Televisão
| Ano  | Programa                                                     | Tema(s)                                                                             | Canal                     |
| ---- | ------------------------------------------------------------ | ----------------------------------------------------------------------------------- | ------------------------- |
| 1987 | Fisga                                                        | E Se Depois / Sitiados                                                              | RTP 1                     |
| 1989 | Haja Música                                                  | E Se Depois (play-back)                                                             | RTP 2                     |
| 1990 | Mapa Cor de Rock                                             | Desmaia, Irmã, Desmaia / Facas em Sangue / Ventos Animais (play-back)               | RTP 1                     |
| 1991 | Pop Off                                                      | Anarquista Duval (reportagem concerto Covilhã)                                      | RTP 2                     |
| 1993 | Pop Off                                                      | Oub'Lá (reportagem concerto Braga)                                                  | RTP 2                     |
| 1995 | Os Filhos da Madrugada Ao Vivo                               | O Avô Cavernoso                                                                     | RTP 2                     |
| 1995 | Acontece                                                     | Chabala (play-back)                                                                 | RTP 2                     |
| 1996 | Parabéns                                                     | Véus Caídos                                                                         | RTP 1                     |
| 1996 | Prémios da Música Blitz 95                                   | Abandonada / 1º de Novembro / Bófia                                                 | SIC                       |
| 1997 | Spray                                                        | Auto-Retrato Duas horas da Manhã 20 de Agosto de 1959 / Autocrítica 2 Chave Partida | RTP 2                     |
| 1999 | Miguel Ângelo Ao Vivo                                        | Mãe                                                                                 | RTP 1                     |
| 2001 | Müller no Hotel Hessischer Hof                               | Espectáculo integral                                                                | Sol Música                |
| 2001 | Especial Mão Morta                                           | Cão da Morte (reportagem concerto Coimbra)                                          | Sol Música                |
| 2001 | Mão Morta Ao Vivo na Aula Magna                              | Espectáculo integral                                                                | Sol Música                |
| 2001 | Especial Noites Ritual Rock                                  | Primavera de Destroços / Velocidade Escaldante (reportagem concerto Porto)          | Sol Música                |
| 2001 | Prémio de Música Blitz Clix 2000                             | Cão da Morte / Oub'Lá                                                               | SIC Radical / SIC         |
| 2005 | Luar                                                         | O Rei Mimado / Gnoma (play-back)                                                    | TV Galicia                |
| 2006 | World Press Cartoon 2006                                     | Gnoma / Floresta em Sonho (play-back)                                               | RTP 1                     |
| 2007 | 15º Festival Heineken Paredes de Coura                       | Espectáculo integral                                                                | SIC Radical               |
| 2010 | Palcos                                                       | Espectáculo Maldoror integral                                                       | RTP 2                     |
| 2010 | Top +                                                        | Novelos da Paixão (play-back)                                                       | RTP 1                     |
| 2010 | Top +                                                        | Budapeste (Sempre a Rock'n'Rollar) / Novelos da Paixão (reportagem concerto Lisboa) | RTP 1                     |
| 2010 | Festival Optimus Alive 10                                    | Espectáculo integral                                                                | SIC Radical               |
| 2010 | Top +                                                        | Como Um Vampiro (play-back)                                                         | RTP 1                     |
| 2012 | Encerramento da Capital Europeia da Cultura - Guimarães 2012 | Espectáculo Então Ficamos... integral                                               | RTP 2 / RTP Internacional |
| 2014 | Portugal 3.0                                                 | Irmão da Solidão / Hipótese do Suicídio / Horas de Matar                            | RTP 2                     |
| 2017 | No Ar                                                        | Pássaros a Esvoaçar / Hipótese do Suicídio / Vamos Fugir / Aum                      | RTP 2                     |